# Bożena Bąk
Bożena Bąk (* 28. Januar 1966 in Głubczyce, geborene Bożena Siemieniec) ist eine ehemalige polnische Badmintonspielerin. 

## Sportliche Karriere
1982 gewann sie ihre ersten Titel bei den Polnischen Einzelmeisterschaften der Junioren. Im gleichen Jahr gewann sie mit Silber im Damendoppel mit Zofia Żółtańska auch ihre erste Medaille bei den Erwachsenen. Insgesamt gewann sie bis 1993 drei Einzeltitel und neun Doppeltitel.
International war Bożena Bąk Stammgast in der DDR beim Werner-Seelenbinder-Turnier. 1992 startete sie mit Wioletta Wilk im Damendoppel bei Olympia und wurde 9. Dabei gewannen sie in Runde 1 gegen Emilia Dimitrova und Neli Nedyalkova aus Bulgarien, verloren aber in Runde 2 gegen Anna Lao und Rhonda Cator aus Australien. Im Einzel wurde Bożena Bąk 17.

## Sportliche Erfolge
| Saison    | Veranstaltung                                          | Disziplin   | Platz | Name                                                                               |
| --------- | ------------------------------------------------------ | ----------- | ----- | ---------------------------------------------------------------------------------- |
| 1982      | Polnische Meisterschaften der Junioren                 | Damendoppel | 1     | Bożena Siemieniec / Zofia Żółtańska                                                |
| 1982      | Polnische Meisterschaften der Junioren                 | Dameneinzel | 1     | Bożena Siemieniec                                                                  |
| 1982      | Polnische Meisterschaften der Junioren                 | Mixed       | 1     | Jerzy Dołhan / Bożena Siemieniec                                                   |
| 1982      | Polnische Einzelmeisterschaften                        | Mixed       | 3     | Grzegorz Olchowik / Bożena Siemieniec (Technik Głubczyce)                          |
| 1982      | Polnische Einzelmeisterschaften                        | Damendoppel | 2     | Bożena Siemieniec / Zofia Żółtańska (Technik Głubczyce)                            |
| 1983      | Polnische Einzelmeisterschaften                        | Dameneinzel | 3     | Bożena Siemieniec (Technik Głubczyce)                                              |
| 1983      | Polnische Einzelmeisterschaften                        | Mixed       | 3     | Stanisław Rosko / Bożena Siemieniec (Technik Głubczyce)                            |
| 1983      | Polnische Meisterschaften der Junioren                 | Dameneinzel | 1     | Bożena Siemieniec                                                                  |
| 1983      | Polnische Meisterschaften der Junioren                 | Damendoppel | 1     | Bożena Siemieniec / Zofia Żółtańska                                                |
| 1983      | Polnische Einzelmeisterschaften                        | Damendoppel | 2     | Bożena Siemieniec / Zofia Żółtańska (Technik Głubczyce)                            |
| 1983/1984 | DDR: Internationales Werner-Seelenbinder-Gedenkturnier | Dameneinzel | 3     | Bożena Siemieniec                                                                  |
| 1983/1984 | DDR: Internationales Werner-Seelenbinder-Gedenkturnier | Damendoppel | 2     | Bożena Wojtkowska / Bożena Siemieniec                                              |
| 1984      | Polnische Einzelmeisterschaften                        | Dameneinzel | 2     | Bożena Siemieniec (Technik Głubczyce)                                              |
| 1984      | Polnische Meisterschaften der Junioren                 | Dameneinzel | 1     | Bożena Siemieniec                                                                  |
| 1984      | Polnische Einzelmeisterschaften                        | Damendoppel | 1     | Bożena Siemieniec / Bożena Wojtkowska (Technik Głubczyce)                          |
| 1984      | Polnische Meisterschaften der Junioren                 | Damendoppel | 1     | Bożena Siemieniec / Zofia Żółtańska                                                |
| 1985      | Polnische Einzelmeisterschaften                        | Damendoppel | 3     | Bożena Siemieniec / Zofia Żółtańska (Technik Głubczyce)                            |
| 1985      | Polnische Einzelmeisterschaften                        | Mixed       | 4     | Grzegorz Olchowik / Bożena Siemieniec (Technik Głubczyce)                          |
| 1985      | Polnische Einzelmeisterschaften                        | Dameneinzel | 2     | Bożena Siemieniec (Technik Głubczyce)                                              |
| 1986      | Polnische Einzelmeisterschaften                        | Dameneinzel | 1     | Bożena Siemieniec (Technik Głubczyce)                                              |
| 1986      | Polnische Einzelmeisterschaften                        | Mixed       | 3     | Kazimierz Ciurys / Bożena Siemieniec (Technik Głubczyce)                           |
| 1986      | Polnische Einzelmeisterschaften                        | Damendoppel | 1     | Bożena Siemieniec / Zofia Żółtańska (Technik Głubczyce)                            |
| 1987      | Polnische Einzelmeisterschaften                        | Dameneinzel | 2     | Bożena Siemieniec (Technik Głubczyce)                                              |
| 1987      | Polnische Einzelmeisterschaften                        | Damendoppel | 1     | Bożena Siemieniec / Zofia Żółtańska (Technik Głubczyce)                            |
| 1987      | Polish International                                   | Damendoppel | 1     | Bożena Haracz / Bożena Siemieniec                                                  |
| 1987      | Czechoslovakian International                          | Dameneinzel | 1     | Bożena Siemieniec                                                                  |
| 1987      | Ungarn: Internationale Meisterschaften                 | Dameneinzel | 1     | Bożena Siemieniec                                                                  |
| 1987      | Ungarn: Internationale Meisterschaften                 | Damendoppel | 1     | Bożena Haracz / Bożena Siemieniec                                                  |
| 1987      | Polnische Einzelmeisterschaften                        | Mixed       | 3     | Kazimierz Ciuryś / Bożena Siemieniec (Technik Głubczyce)                           |
| 1987/1988 | EBU Circuit                                            | Dameneinzel | 1     | Bożena Siemieniec                                                                  |
| 1988      | Österreich: Internationale Meisterschaften             | Dameneinzel | 1     | Bożena Siemieniec                                                                  |
| 1988      | Polnische Einzelmeisterschaften                        | Dameneinzel | 1     | Bożena Siemieniec (Technik Głubczyce)                                              |
| 1988      | Irland: Internationale Meisterschaften                 | Damendoppel | 1     | Bożena Haracz / Bożena Siemieniec                                                  |
| 1988      | Polnische Einzelmeisterschaften                        | Mixed       | 3     | Jarosław Bąk / Bożena Siemieniec (Technik Głubczyce)                               |
| 1988      | Ungarn: Internationale Meisterschaften                 | Dameneinzel | 1     | Bożena Siemieniec                                                                  |
| 1988      | Österreich: Internationale Meisterschaften             | Damendoppel | 1     | Bożena Haracz / Bożena Siemieniec                                                  |
| 1988      | Polnische Einzelmeisterschaften                        | Damendoppel | 1     | Bożena Haracz / Bożena Siemieniec (Technik Głubczyce)                              |
| 1989      | Polnische Einzelmeisterschaften                        | Dameneinzel | 1     | Bożena Siemieniec (Technik Głubczyce)                                              |
| 1989      | Polnische Einzelmeisterschaften                        | Mixed       | 3     | Jarosław Bąk / Bożena Siemieniec (Technik Głubczyce)                               |
| 1989      | Polnische Einzelmeisterschaften                        | Damendoppel | 1     | Bożena Haracz / Bożena Siemieniec (Technik Głubczyce)                              |
| 1991      | Polnische Einzelmeisterschaften                        | Damendoppel | 1     | Bożena Haracz / Bożena Siemieniec (Technik Głubczyce)                              |
| 1991      | Polnische Einzelmeisterschaften                        | Mixed       | 3     | Jarosław Bąk / Bożena Siemieniec (Budowlani Strzelce Opolskie / Technik Głubczyce) |
| 1992      | Polnische Einzelmeisterschaften                        | Damendoppel | 1     | Bożena Bąk / Bożena Haracz (Technik Głubczyce)                                     |
| 1992      | Polnische Einzelmeisterschaften                        | Dameneinzel | 3     | Bożena Bąk (Technik Głubczyce)                                                     |
| 1993      | Polnische Einzelmeisterschaften                        | Damendoppel | 1     | Bożena Bąk / Bożena Haracz (Technik Głubczyce)                                     |
| 1995      | Polnische Einzelmeisterschaften                        | Damendoppel | 3     | Bożena Bąk / Bożena Haracz (Azs Agh Kraków / Technik Głubczyce)                    |